# Теплова інерція
Теплова інерція — це термін, використовуваний в основному в інженерному і науковому моделюванні теплопередачі, і що означає сукупність властивостей матеріалу, пов'язаних з теплопровідністю і об'ємною теплоємністю. 
Наприклад, можна зустріти вирази цей матеріал має велику теплову інерцію, або Теплова інерція відіграє важливу роль в цій системі, які означають те, що ефекти в динаміці є визначальний для цієї моделі, і розрахунки в стаціонарному стані можуть дати неточні результати. Іншими словами теплова інерція характеризує здатність чинити опір зміні температури за певний час.
Цей термін відбиває наукову аналогію і не пов'язаний безпосередньо з терміном інерція, використовуваним в механіці.
Теплова інерція матеріалу може бути визначена за формулою:
{\displaystyle I={\sqrt {k\rho c}},}
де
{\displaystyle k} — теплопровідність (англ. bulk thermal conductivity),
{\displaystyle \rho } — щільність матеріалу,
{\displaystyle c} — питома теплоємність матеріалу.
Множина {\displaystyle \rho c} являє собою об'ємну теплоємність.
У системі SI одиницею вимірювання теплової інерції є Дж м{\displaystyle ^{-2}} K{\displaystyle ^{-1}} с{\displaystyle ^{-1/2}}, яку інколи називають Кіффер (англ. Kieffer), або зрідка, т'ю (англ. tiu). Теплова інерція інколи в науковій літературі називається тепловою активністю або термічною активністю.
Для матеріалів на поверхні планети, теплова інерція є ключовою властивістю, що визначає сезонні і добові коливання температур, і зазвичай залежить від фізичних властивостей гірських порід, що знаходяться біля поверхні. У дистанційному зондуванні теплова інерція залежить від складного поєднання гранулометричного складу, багатства гірських порід, виходу на поверхню тих або інших пластів і від міри отвердіння. Грубу оцінку величини теплової інерції іноді можна отримати, виходячи з амплітуди добових коливань температури (тобто, з максимальної температури відняти мінімальну температуру поверхні). Температура поверхонь з низькою тепловою інерцією значно змінюється впродовж дня, тоді як температура поверхонь з високою тепловою інерцією не зазнає радикальних змін. У поєднанні з іншими даними теплова інерція може допомогти охарактеризувати матеріали поверхні і геологічні процеси, відповідальні за формування цих матеріалів.
Теплова інерція океанів є основним чинником, що впливає на зміну клімату у віддаленій перспективі (англ. climate commitment) і на міру глобального потепління.
За рахунок метану з газових гідратів, сибірських боліт і вуглекислого газу, розчиненого в океанах може статися нагрів на 10-20 градусів. Швидкість цього процесу, що самопідсилюється, обмежена тепловою інерцією океану, і він займе не менше 10 років. Цьому процесу можна протистояти тільки різкими високотехнологічними втручаннями.

## Ресурси Інтернету
- Карнаухов А. В. К вопросу об устойчивости химического баланса атмосферы и теплового баланса Земли // Биофизика. — 1994. — Том 39, вып. 1.  [Архівовано 26 січня 2016 у Wayback Machine.]
- http://www.science-education.ru/106-7725 [Архівовано 24 вересня 2015 у Wayback Machine.]
- http://www.science-education.ru/106-7730 [Архівовано 24 вересня 2015 у Wayback Machine.]
- http://www.science-education.ru/108-8621 [Архівовано 24 вересня 2015 у Wayback Machine.]